# Shunde (ort i Kina, Jiangxi Sheng, lat 29,58, long 116,23)
Shunde är en ort i Kina. Den ligger i provinsen Jiangxi, i den sydöstra delen av landet, omkring 110 kilometer norr om provinshuvudstaden Nanchang. Antalet invånare är 13 864. Befolkningen består av 7 430 kvinnor och 6 434 män. Barn under 15 år utgör 22,0 %, vuxna 15-64 år 69 %, och äldre över 65 år 8,0 %.
Runt Shunde är det tätbefolkat, med 530 invånare per kvadratkilometer. Närmaste större samhälle är Cailing, 17,3 km sydost om Shunde. Trakten runt Shunde består till största delen av jordbruksmark.
Genomsnittlig årsnederbörd är 2 094 millimeter. Den regnigaste månaden är maj, med i genomsnitt 371 mm nederbörd, och den torraste är januari, med 69 mm nederbörd.